# 2024년 하계 올림픽 이탈리아 선수단
2024년 하계 올림픽 이탈리아 선수단은 2024년 7월 26일부터 8월 11일까지 프랑스 파리에서 열린 2024년 하계 올림픽에 참가한 올림픽 이탈리아 선수단이다.

## 출전 선수
| 종목           | 남자 | 여자 | 전체 |
| -------------- | ---- | ---- | ---- |
| 골프           | 2    | 1    | 3    |
| 근대5종        | 2    | 2    | 4    |
| 다이빙         | 4    | 4    | 8    |
| 레슬링         | 1    | 1    | 2    |
| 배구           | 16   | 14   | 30   |
| 배드민턴       | 1    | 0    | 1    |
| 복싱           | 3    | 5    | 8    |
| 브레이킹       | 0    | 1    | 1    |
| 사격           | 10   | 4    | 14   |
| 사이클         | 9    | 12   | 21   |
| 서핑           | 1    | 0    | 1    |
| 스케이트보드   | 2    | 0    | 2    |
| 스포츠클라이밍 | 1    | 3    | 4    |
| 승마           | 3    | 1    | 4    |
| 수구           | 13   | 13   | 26   |
| 수영           | 20   | 16   | 36   |
| 아티스틱스위밍 | 0    | 9    | 9    |
| 양궁           | 3    | 1    | 4    |
| 역도           | 2    | 1    | 3    |
| 요트           | 5    | 7    | 12   |
| 유도           | 6    | 7    | 13   |
| 육상           | 29   | 32   | 61   |
| 조정           | 22   | 10   | 32   |
| 체조           | 5    | 12   | 17   |
| 카누           | 5    | 2    | 7    |
| 탁구           | 0    | 2    | 2    |
| 태권도         | 2    | 1    | 3    |
| 테니스         | 6    | 4    | 10   |
| 트라이애슬론   | 2    | 3    | 5    |
| 펜싱           | 9    | 9    | 18   |
| 전체           | 184  | 176  | 360  |

## 메달 집계
| 종목 | 1 | 2 | 3 | 합계 |
| 종목 | ' | ' | ' | '    |
| 종목 | ' | ' | ' | '    |
| 종목 | ' | ' | ' | '    |
| 합계 | ' | ' | ' | '    |

## 종목별 성적

### 근대5종
남자
- 조르조 말란
- 마테오 치치넬리

여자
- 엘레나 미켈리
- 알리체 소테로

### 다이빙
남자
- 로렌초 마르살리아

여자
- 엘레나 베르토키
- 키아라 펠라카니

### 레슬링
남자
- 프랑크 차미소

여자

### 배구
남자

### 복싱
남자
- 살바토레 카발라로

여자
- 알레시아 메시아노
- 이르마 테스타

### 사격
남자
- 가브리엘레 로세티

여자

### 사이클
남자
여자

### 서핑
남자
- 레오나르도 피오라반티

### 수영
남자
- 그레고리오 팔트리니에리

여자

### 양궁
남자
여자

### 요트
남자
여자

### 육상
남자
- 잔마르코 탐베리

여자

### 조정
남자
여자

### 체조
남자
여자
- 알리체 다마토
- 조르자 빌라
- 안젤라 안드레올리
- 마닐라 에스포시토
- 엘리사 이오리오

### 카누
남자
여자

### 탁구
여자
- 조르자 피콜린
- 데보라 비바렐리

### 태권도
남자
- 비토 델라퀼라
- 시모네 알레시오

여자
- 일레니아 마톤티

### 트라이애슬론
남자
- 잔루카 포차티

여자
- 알리체 베토

### 펜싱
남자
- 다비데 디 베롤리
- 안드레아 산타렐리

여자
- 로셀라 피아밍고
- 마라 나바리아
- 알리체 볼피
- 아리안나 에리고

## 같이 보기
- 2024년 하계 올림픽